# Ekaterina Yurlova-Percht
Ekaterina Viktorovna Yurlova-Percht (en russe : Екатерина Викторовна Юрлова), née le 23 février 1985 à Léningrad (Saint-Pétersbourg), est une biathlète russe, championne du monde de l'individuel en 2015.

## Carrière
Entrainée par son père Victor, Yurlova fait ses premiers pas sur la scène internationale aux Championnats d'Europe junior 2006.
Elle fait ses débuts en Coupe du monde en mars 2008 à Khanty-Mansiïsk après de bonnes performances en IBU Cup, où elle obtient son premier podium fin 2009. Elle fait son retour en Coupe du monde en 2009-2010, marquant ses premiers points à ce niveau. Début 2011, Yurlova signe ses premiers top dix en Coupe du monde à Oberhof, dont une sixième place sur le sprint. Puis elle participe aux Championnats du monde 2011 à Khanty-Mansiïsk, en Russie, récoltant trois nouveaux top dix, dont une sixième place au sprint. Elle finit ensuite 16e du classement général de la Coupe du monde.
En 2015, elle crée la surprise en remportant le titre de championne du monde de l'individuel à Kontiolahti grâce à un 20 sur 20 au tir, la première victoire de sa carrière. Durant cette saison 2014-2015, elle participait pourtant essentiellement au circuit IBU Cup. Sur cette dynamique, elle empoche l'année suivante une troisième place sur le sprint d'Antholz, avant de gagner la poursuite.
Absente du circuit lors de la saison 2016-2017 pour cause de maternité, Yurlova doit attendre décembre 2018 pour retrouver le podium : elle se classe troisième du sprint de Coupe du monde à Hochfilzen. En janvier 2019, elle s'impose avec ses coéquipières en relais à Oberhof.
Après un titre aux Championnats d'Europe sur la poursuite, Yurlova gagne la médaille d'argent sur la mass start des Championnats du monde 2019, derrière la future gagnante de la Coupe du monde, Dorothea Wierer. 
Le nom Percht vient de son mariage avec le physiothérapiste de l'équipe autrichienne Josef Percht. Ils ont un enfant, né en 2016.

## Palmarès

### Championnats du monde
| Édition / Épreuve       | Individuel           | Sprint | Poursuite | Mass start               | Relais | Relais mixte | Relais mixte simple              |
| ----------------------- | -------------------- | ------ | --------- | ------------------------ | ------ | ------------ | -------------------------------- |
| Khanty-Mansiïsk 2011    | 7e                   | 6e     | 10e       | 14e                      | 8e     | —            | Épreuve inexistante à cette date |
| Nové Město 2013         | 32e                  | —      | —         | —                        | —      | —            | Épreuve inexistante à cette date |
| Kontiolahti 2015        | Médaille d'or, monde | —      | —         | 11e                      | DSQ    | —            | Épreuve inexistante à cette date |
| Holmenkollen 2016       | 11e                  | 19e    | 21e       | 13e                      | 11e    | 7e           | Épreuve inexistante à cette date |
| Östersund 2019          | 17e                  | 8e     | 19e       | Médaille d'argent, monde | 5e     | 4e           | —                                |
| Antholz-Anterselva 2020 | 13e                  | 21e    | 12e       | 6e                       | 8e     | 6e           | —                                |

Légende :
- : première place, médaille d'or
- : deuxième place, médaille d'argent
- : troisième place, médaille de bronze
- — : non disputée par Yurlova
- : pas d'épreuve
- DSQ : disqualifiée

### Coupe du monde
- Meilleur classement général : 13e en 2018.
- 5 podiums individuels : 2 victoires, 1 deuxième place et 2 troisièmes places.
- 3 podiums en relais dont 1 victoire.

#### Détail des victoires
| Saison / Épreuve | Individuel                 | Sprint | Poursuite          | Mass start | Total |
| 2014-2015        | Kontiolahti (Ch. du monde) |        |                    |            | 1     |
| 2015-2016        |                            |        | Antholz-Anterselva |            | 1     |
| Total            | 1                          | 0      | 1                  | 0          | 2     |

#### Classements en Coupe du monde
| Saison    | Classement général final | Individuel | Sprint | Poursuite | Mass start |
| 2009-2010 | 58e                      | 64e        | 51e    | 54e       |            |
| 2011-2011 | 16e                      | 17e        | 16e    | 12e       | 20e        |
| 2011-2012 | 36e                      | 31e        | 46e    | 44e       | 26e        |
| 2012-2013 | 32e                      | 15e        | 42e    | 32e       | 28e        |
| 2013-2014 | 92e                      | nc         | 82e    |           |            |
| 2014-2015 | 31e                      | 7e         | 57e    | 39e       | 24e        |
| 2015-2016 | 20e                      | 18e        | 21e    | 11e       | 28e        |
|           |                          |            |        |           |            |
| 2017-2018 | 13e                      | 49e        | 11e    | 10e       | 13e        |
| 2018-2019 | 14e                      | 43e        | 13e    | 21e       | 5e         |
| 2019-2020 | 17e                      | 16e        | 32e    | 18e       | 15e        |

### Championnats d'Europe
- 6 médailles : 
  -  Médaille d'or à la poursuite en 2019.
  -  Médaille d'argent en 2009 en relais.
  -  Médaille d'argent en 2019 au sprint.
  -  Médaille de bronze en 2010 en relais.
  -  2 médailles de bronze en 2015 sur l'individuel et la poursuite.

### Championnats du monde de biathlon d'été
- Médaille d'or du relais mixte en 2018.

### IBU Cup
- 6 podiums individuels.